# Гезехус, Александр Яковлевич
Александр Яковлевич Гезехус (1814—1881) — русский кораблестроитель XIX века, генерал-майор Корпуса корабельных инженеров.

## Биография
Александр Фридрих Яковлевич Гезехус родился 29 августа 1814 года[по какому календарю?], в семье уроженца Бремена, оловянных дел мастера Хейнриха Якова Гезехуса, который в конце XVIII (или в начале XIX века) обосновался в Санкт-Петербурге и женился на Елене Ульрике, урождённой Линде. У Александра был младший брат Карл Гергард (род. 22.11.1817) ставший впоследствии кораблестроителем. Лютеранин по вероисповеданию.
С 1828 года проходил обучение на кораблестроительном отделении в Кондукторских ротах Учебного морского рабочего экипажа. В 1831 году произведён в унтер-офицеры. По окончании обучения в 1834 году произведён в прапорщики Корпуса корабельных инженеров.
В начале своей службы Александр вместе с братом Карлом участвовал в постройке 84-пушечного линейного корабля «Прохор», который был заложен 15 января 1848 года в Новом адмиралтействе в Санкт-Петербурге. Главным строителем корабля был генерал-майор М. Н. Гринвальд.
17 сентября 1854 года в Санкт-Петербургском Новом адмиралтействе заложил 84-пушечный парусно-винтового линейный корабль «Ретвизан», который спустил на воду 17 сентября 1855 года.
В 1855 году был возведён в дворянство вместе с детьми. В том же году корабельный инженер А. Я. Гезехус по указанию командования Балтийского флота проектировал систему бронирования плавучих батарей, которые должны были использоваться при отражении нападения британского кораблей. Первая из десяти броненосная батарея была построена в мае 1856 года строителем инженер-полковником С. И. Чернявским.
В 60-х годах XIX века был членом Кораблестроительного отделения Морского технического комитета. Под руководством генерал-майора С. И. Чернявского полковник А. Я. Гезехус занимался разработкой проектов «мониторов-крейсеров» и броненосцев. 23 апреля (5 мая) 1861 года награжден орденом орденом Святого Станислава II степени. 17 (29) апреля 1863 года произведен в чин полковника корпуса корабельных инженеров.
В 1863 году в Новом Адмиралтействе под руководством полковника А. Я. Гезехуса, который сменил скоропостижно скончавшегося корабельного инженера капитана Н. А. Арцеулова, на «казённые средства» строились две первые броненосные башенные лодки типа «Ураган» — «Ураган» и «Тифон», заложенные в июне 1863 года.
С 1865 по 1869 годы корабельный инженер А. Я. Гезехус на заводе П. Ф. Семянникова и В. А. Полетики (Невский завод) Санкт-Петербурга был наблюдающим за постройкой броненосного крейсера «Минин» и двухбашенных броненосных фрегатов «Адмирал Спиридов» и «Адмирал Чичагов». За успешный спуск на воду броненосного фрегата «Минин»", произведённый в присутствии Государя Императора 10 ноября 1869 года был пожалован орденом Святой Анны 2 степени с императорской короной.
В 1872 году произведён в генерал-майоры Корпуса корабельных инженеров
В 1875 году вышел в отставку.
Умер 4 сентября 1881 года[по какому календарю?].

## Награды
- Орден Святого Станислава 2 степени
- Орден Святой Анны 2 степени с императорской короной.
- Орден Святого Владимира 3 и 4 степеней
- Бриллиантовый перстень с вензелем Его Высочества (2 янв. 1870 г.).

## Семья
- Жена — Гезехус, Александра Густавовна (в девичестве Белау, 1822-?), дочь петербургского физико-механика Густава Карловича Белау.
- Сын — Гезехус, Николай Александрович (17.1.1845, Санкт-Петербург — 2.9.1918, Петроград) — русский физик. Профессор Томского университета (ТГУ) и его первый ректор, действительный статский советник.
- Сын — Гезехус Пётр Александрович — старший врач Дирекции маяков и лоции Белого моря
  - Внук — Гезехус Александр Петрович (1875 г.р.), капитан 1-го ранга. Во ВСЮР и Русской Армии; с 1920 года в эмиграции в Югославии и Алжире[8].
- Дочь — Мария (рожд. 5.04.1847)